# Sergej Saveljev
Sergej Petrovič Saveljev (rusky: Серге́й Петро́вич Саве́льев; 26. února 1948, Rajčichinsk – 29. října 2005, Moskva) byl ruský běžec na lyžích, který reprezentoval Sovětský svaz. Na olympijských hrách v Innsbrucku roku 1976 vyhrál závod na 30 kilometrů. Na stejných hrách získal se sovětskou štafetou bronz. Je rovněž mistrem světa ze šampionátu Lahti, který se konal v roce 1972. I zde triumfoval na třicetikilometrové trati. Byl též osminásobným mistrem SSSR, pět titulů bylo individuálních: 1977 (15 km), 1976 (30 km), 1973, 1976 a 1977 (50 km). Po konci závodní kariéry byl v letech 1981–1989 hlavním trenérem lyžařského týmu CSKA Moskva. Po pádu komunismu pracoval v ochrance. Zemřel v Moskvě na infarkt myokardu ve věku 57 let, je pohřben na Romaškovském hřbitově.